# 中国铁路乌鲁木齐局集团
中国铁路乌鲁木齐局集团有限公司，原名乌鲁木齐铁路局，是中国国家铁路集团下属公司，管辖新疆维吾尔自治区全境和甘肃省安北站以西164.2公里的铁路。管理线路总延展长度為7,563.5公里，营业里程5,764公里。

## 历史

乌西站站房

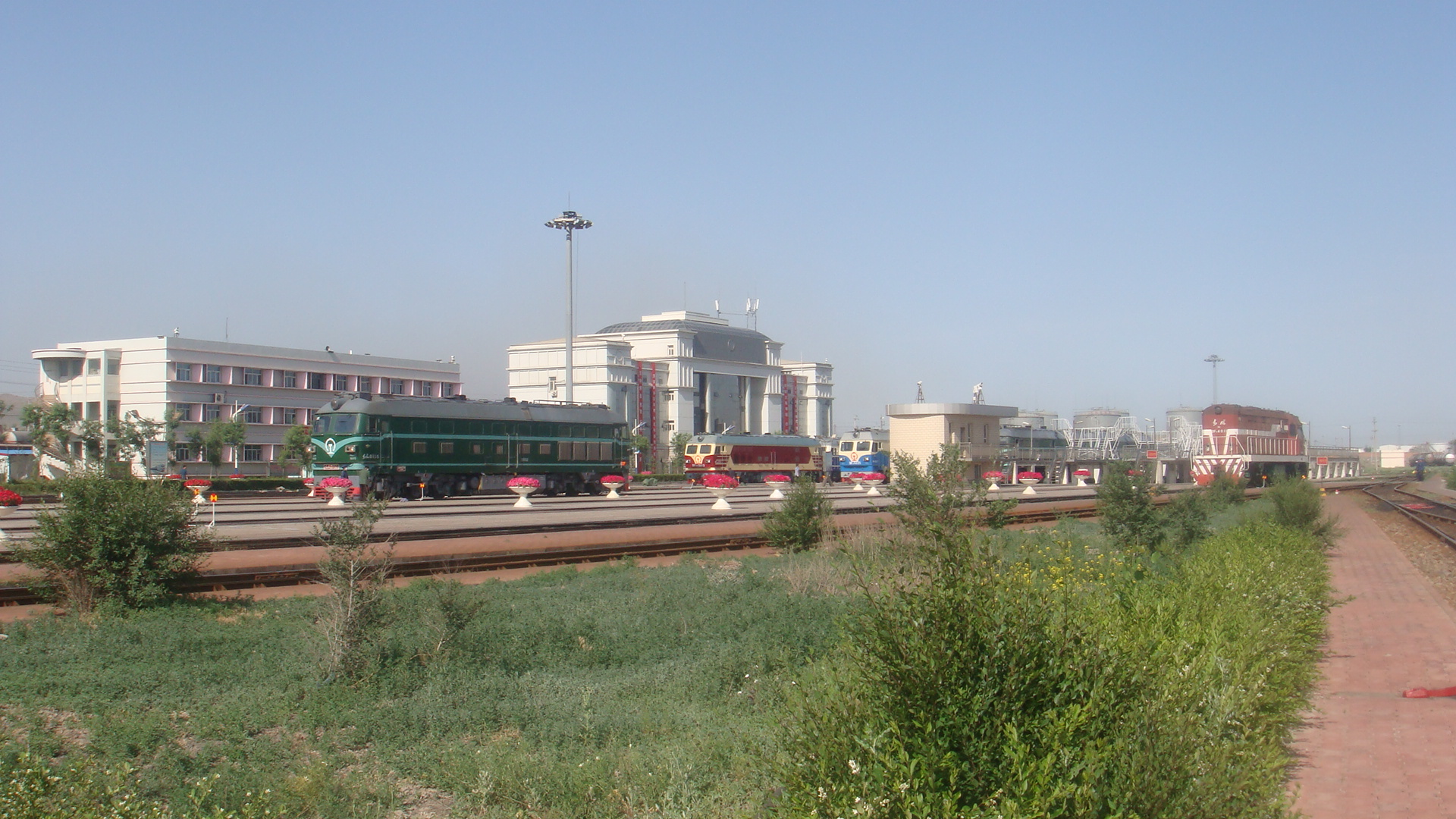
乌鲁木齐机务段（2009年）

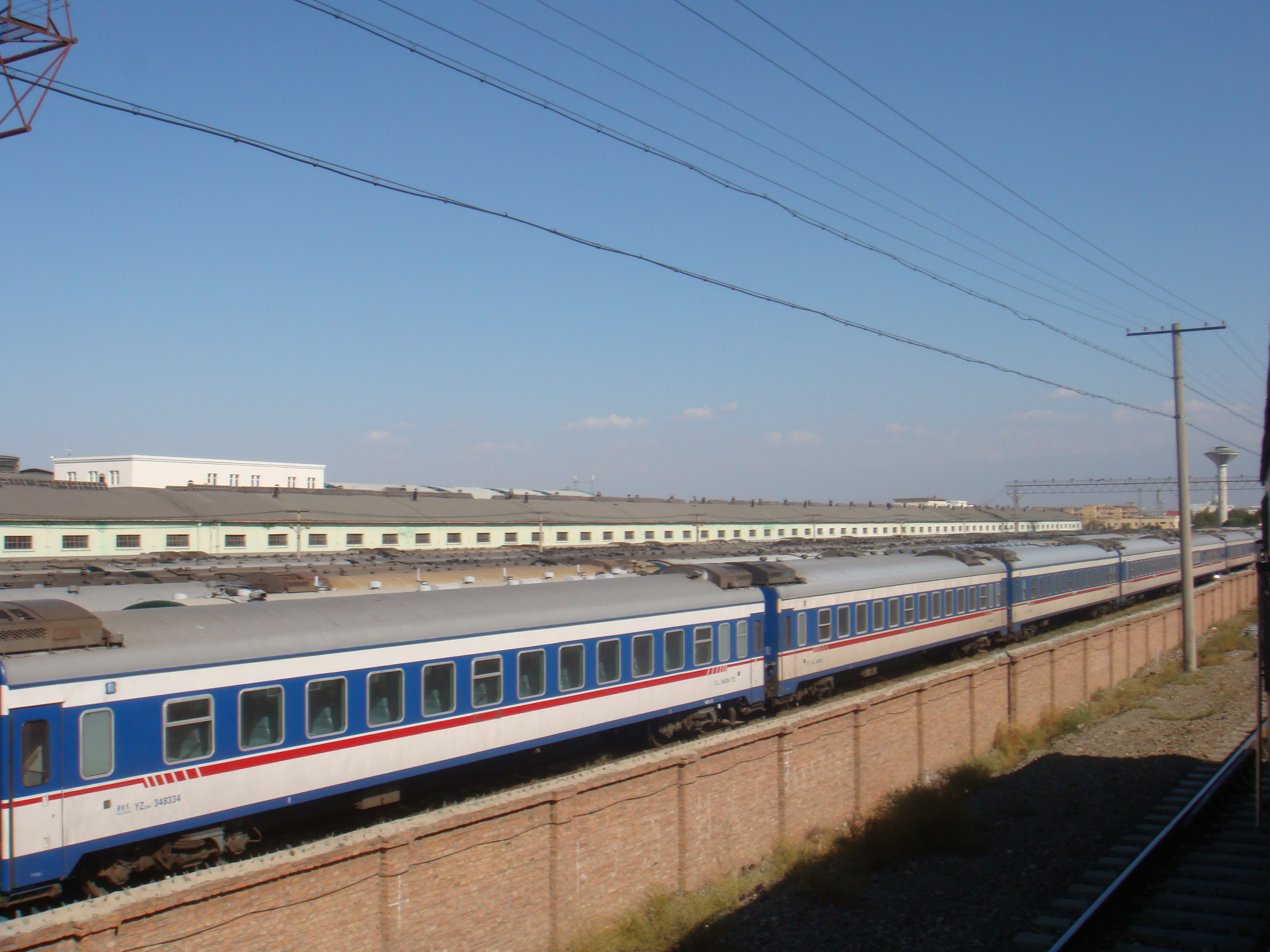
乌西站西侧车辆段内的25K型客车

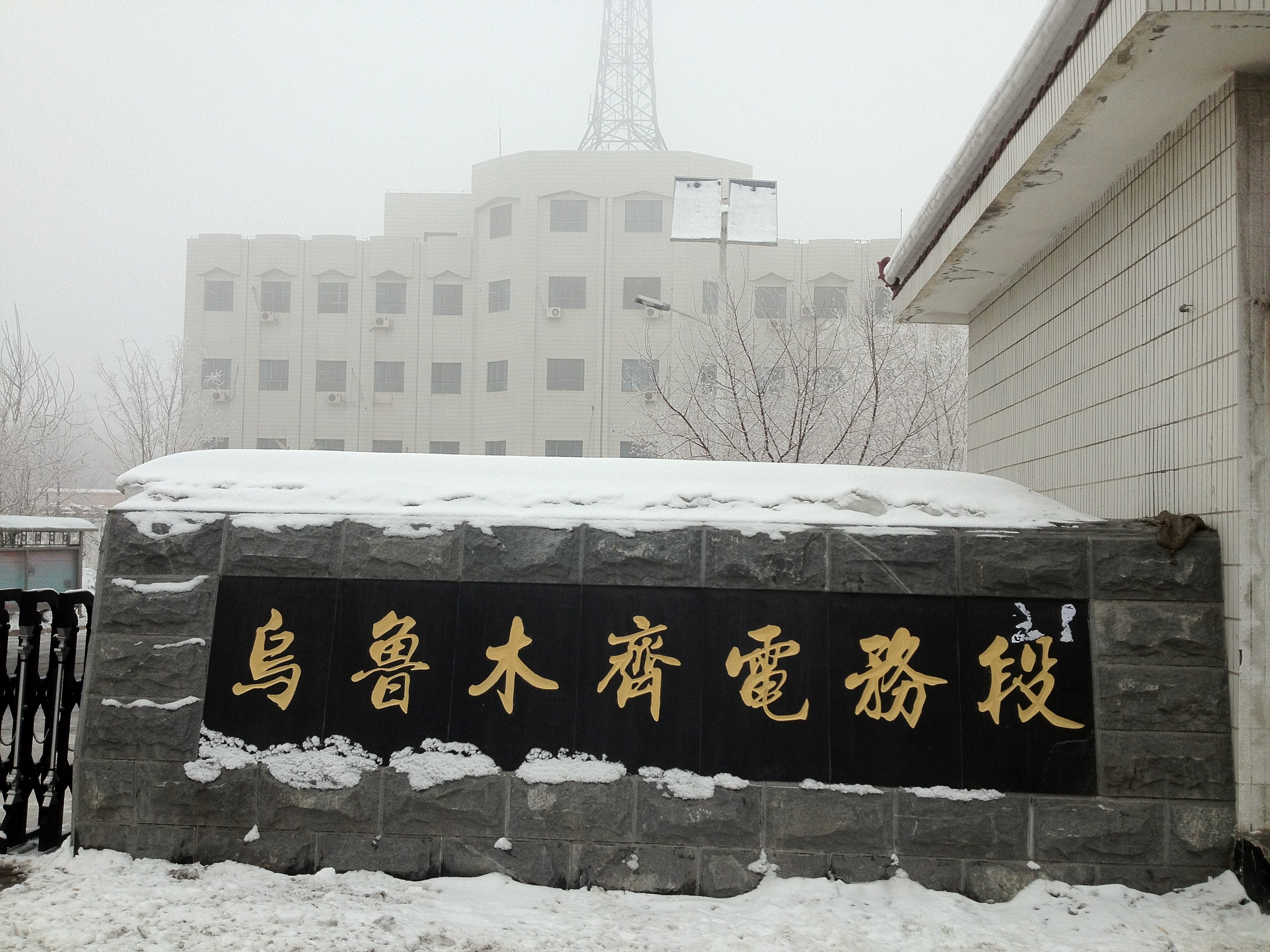
乌鲁木齐电务段

1958年铁道部实行“工（程）管（理）合一”的管理体制，成立乌鲁木齐铁路局。1958年10月28日，第一工程局由兰州迁往乌鲁木齐。1963年9月，铁道部做出《关于调整西北地区部分铁路管理组织的决定》，撤销在咸阳的西北铁路工程局和乌鲁木齐铁路局，在乌鲁木齐由铁一局和原乌局合组新的西北铁路工程局，该局分为基建、运输两大块，设立运输指挥部负责原乌鲁木齐铁路局所辖区段的运营。1966年8月1日，铁道部、铁道部政治部发出《关于改变各工程局的联合通知》，决定将西北铁路工程局改名为第一铁路工程局。由仇克疑任局长，峁志英、韩志勇、李二水、李宪平任副局长，王新声任局党委书记，仇克疑、呼子明任局党委副书记，呼子明任局政治部主任，曹凯、覃长生任政治部副主任，林文蓥任总工程师，韩志勇兼任总会计师。
1967年3月20日，新疆军区对第一铁路工程局进行军事管制。由韦忠恕、刘万通先后任军管会主任，张有山、尹裕民、钱锦祥、刘凤仁先后任军管会副主任，3月31日成立“第一铁路工程局抓革命、促生产第一线临时指挥部”。1968年4月18日，成立了“第一铁路工程局军事管制委员会生产指挥部”。1969年4月，成立“第一铁路工程局革命委员会”，革委会主任李思元（军代表）。
1970年7月1日，铁道部、交通部、邮电部的邮政部分合并，组成新的交通部，将“铁道部第一铁路工程局”变更为“交通部第一铁路工程局”。1971年1月1日，交通部通知，为了适应西北地区的铁路运输和建设，决定以第一工程局运输指挥部为基础成立乌鲁木齐铁路局，工程部分，前往西安，仍为第一铁路工程局。1975年2月8日，乌鲁木齐铁路局改属铁道部领导。1978年8月28日，在运输生产上，实行铁路局和段（站）两级管理。1980年6月，运输生产指挥权下放给乌鲁木齐办事处和哈密办事处，在运输生产上实行局—办事处—站段三级管理。1982年12月，乌、哈办事处改为分局，运输生产上实行铁路局—分局—站段三级管理。1994年4月25日根据铁道部铁劳函[1994]171号文件，“铁道部乌鲁木齐铁路局”更名为“乌鲁木齐铁路局”。
1995年，乌鲁木齐铁路局进行了工商登记。
2005年按照乌鲁木齐铁路局管理体制改革的统一部署，先后撤消了4个分局级管理机构（乌鲁木齐、哈密铁路分局和北疆铁路公司、南疆铁路临管处），实行铁路局直接管理站段的体制，对11个运输站段进行了撤并和重组；全面完成了涉及社会职能单位的移交工作；推进多元系统的重组改制，房建生活系统、工辅业单位整建制划归多元系统管理。设立运输处、客运处、货运处、机务处、车辆处、工务处、电务处、对外合作处、安全监察室、办公室、总工程师室、企业管理和法律事务处、计划统计处、财务处、审计处、收入稽查处、人事处（党委干部部）、劳动和卫生处、建设管理处、物资管理处、土地房产管理处、人民武装部（人防战备处）。2005年末职工人数为53,340人，其中：在岗职工48,734人，在岗职工中长期职工48,439人，临时职工295人；非在岗职工4,606人，包括内部退养，长病、长假人员，长学人员，集体外出劳务，内部下岗人员。在岗职工年末人数中女职工占在岗职工人数的27.33%。
2017年11月4日，经国家工商行政管理总局核准，乌鲁木齐铁路局名称变更为中国铁路乌鲁木齐局集团有限公司（(国)名称变核内字[2017]第5278号）。
2017年11月13日，在国家企业信用信息公示系统中，中国铁路乌鲁木齐局集团有限公司已完成工商登记变更。工商登记变更后，中国铁路乌鲁木齐局集团有限公司仍为中国铁路总公司100%控股的公司，公司由原先的全民所有制企业变成有限责任公司（非自然人投资或控股的法人独资），注册资本由原先的1,054.96512亿人民币变更为1,118.5298亿人民币，经营范围增加矿产品、建材、化工产品、农畜产品、烟草制品的销售等。
2017年11月19日，中国铁路乌鲁木齐局集团有限公司正式挂牌。

## 机构设置
乌鲁木齐局集团设置直属车站3个、货运中心5个、车务段6个、机务段3个、车辆段3个。车务段负责管理列车运行，管辖二等以下的车站。机务段负责铁路机车的运用、检修和维护工作，当中分为乘务部门和检修部门，乘务部门是司机负责执乘工作，检修部门负责日常的机车保养。客运段负责管理客运列车乘务人员，旧称列车段。车辆段主要负责铁路车辆的运用及基本检修。工务段负责铁路线路及桥隧设备的保养与维修工作。供电段负责电气化铁路的牵引供电、铁路运输信号供电、铁路地区的电力供应、电力设备的检修与保养等工作。电务段负责管理和维护列车在运行途中的地面信号与机车信号及道岔正常工作。
中国铁路乌鲁木齐局集团有限公司设置下列站段（所、中心）：

### 直属车站
- 乌鲁木齐南站
- 乌鲁木齐西站
- 阿拉山口站
- 霍尔果斯站

### 货运中心
- 乌鲁木齐货运中心
- 哈密货运中心
- 喀什货运中心
- 阿拉山口
- 库尔勒货运中心

### 车务段
- 乌鲁木齐车务段
- 哈密车务段
- 奎屯车务段
- 阿克苏车务段
- 库尔勒车务段
- 喀什车务段

### 机务段
- 乌鲁木齐机务段
- 库尔勒机务段
- 哈密机务段

### 车辆段
- 乌鲁木齐车辆段
- 乌鲁木齐西车辆段
- 库尔勒车辆段

### 動车所
- 乌鲁木齐動车运用所

### 客运段
- 乌鲁木齐客运段
- 庫爾勒客運段

### 工务段
- 乌鲁木齐工务段
- 哈密工务段
- 奎屯工务段
- 库尔勒工务段
- 阿克苏工务段
- 喀什工务段

### 工务机械段
- 乌鲁木齐工务机械段

### 供电段
- 乌鲁木齐供电段
- 库尔勒供电段
- 哈密供电段

### 电务段
- 乌鲁木齐电务段
- 库尔勒电务段

## 历任领导
乌鲁木齐铁路局
| 局长 - 单立军（？－2017年） | 党委书记 - 管亚林（？－2015年1月） - 马叶江（2015年1月－2017年10月） |

中国铁路乌鲁木齐局集团有限公司
| 董事长 - 单立军（2017年－2018年） - 张海涛（2018年－2021年） - 高金阳（2021年－2024年6月） - 郭吉安（2024年6月－） | 总经理 - 陈敏（2017年－？） | 党委书记 |

## 管辖范围
中国铁路乌鲁木齐局集团有限公司管辖下列铁路区间：
- 兰新铁路（甘肃省安北站（2005年12月1日起）─乌西站）；双线电气化。
- 兰新铁路第二双线（甘肃省石板墩南站─乌鲁木齐站）；双线电气化。
- 南疆铁路（吐鲁番站─喀什站）；吐鲁番站─库尔勒站双线电气化，库尔勒站─阿克苏站双线内燃化，阿克苏站─喀什站单线内燃化。
- 北疆铁路（即兰新铁路西段，乌西站─阿拉山口站）；乌西站─精河站区间双线电气化，精河站─阿拉山口站区间单线电气化。
- 精伊霍铁路（精河站─霍尔果斯站）；单线电气化。
- 奎北铁路（奎屯站─北屯站）；奎屯站─克拉玛依站单线电气化，克拉玛依站─北屯站单线内燃化。
- 北阿铁路（北屯站─阿勒泰站）；单线内燃化。
- 乌将铁路（乌北站─将军庙站）；单线内燃化，货运铁路
- 哈罗铁路（哈密南站─罗中站）；单线内燃化。货运铁路不办理客运业务。（已于2012年7月22日全线铺通）
- 六道湾支线
- 小黄山支线
- 艾维尔沟支线
- 喀和铁路（喀什站─和田站）；单线内燃化。
- 克塔铁路（百口泉站─塔城站）；单线内燃化。
- 博州支线铁路（博乐站─博尔塔拉站）；单线电气化。
- 阿富准铁路（阿勒泰站─准东北站）；单线内燃化。
- 和若鐵路 (若羌站─和田站) ；部份路段採高架、单线内燃化。